# هوبر أتشلي
هوبر أتشلي (بالإنجليزية: Hooper Atchley)‏ مواليد 30 أبريل 1887 - الوفاة 17 نوفمبر 1943 في هوليوود، الولايات المتحدة، هو ممثل أمريكي بدأ مسيرته الفنية سنة 1929. ظهر في قرابة 214 فلما. من أعماله عصابتنا والرجال في حياتها.

## روابط خارجية
- هوبر أتشلي على موقع IMDb (الإنجليزية)
- هوبر أتشلي على موقع تيرنر كلاسيك موفيز (الإنجليزية)
- هوبر أتشلي على موقع أول موفي (الإنجليزية)
- هوبر أتشلي على موقع قاعدة بيانات برودواي على الإنترنت (الإنجليزية)
- هوبر أتشلي على موقع قاعدة بيانات الفيلم (الإنجليزية)